# Гіппарх
Гіппарх (грец. Ἳππαρχος), близько 190 до н. е. — після 126 до н. е.) — давньогрецький астроном, один з найвизначніших астрономів давнього світу.
Народився, імовірно, в Нікеї (Віфінія). Більшу частину життя мешкав на острові Родос. Там у 160 до н. е. — 125 до н. е. роках створив більшу частину своїх наукових праць. Найважливіші його праці не збереглися, але вони були відомі філософам та вченим тих часів, зокрема Птолемею, який спирався на його праці в «Альмагесті».
Зробив визначний внесок у розвиток астрономії.
- Запровадив поділ зірок на шість груп за їх блиском (видима зоряна величина)[2], створив зоряний каталог, що містив координати та яскравість близько 850 зір.
- Висловив дуже важливу для астрономії ідею, що для виявлення повільних, малопомітних змін на небосхилі слід порівнювати спостереження, здійснені протягом кількох поколінь. Порівнюючи свої спостереження зі спостереженнями Аристіла і Тімохаріса відкрив явище прецесії (випередження рівнодення)[3].
- Обчислив тривалість тропічного року із похибкою менше 6 хвилин[3].
- Розвинув ідею астрономів Евктемона і Каліппа щодо неоднакової тривалості сезонів року: за власними, точнішими, ніж у його попередників, спостереженнями вирахував, що інтервал між весняним рівноденням і літнім сонцестоянням становить 94,5 дні, а між літнім сонцестоянням та осіннім рівноденням — 92,5 дні. Довів, що зміни у швидкості видимого руху Сонця можна пояснити припущенням, що Земля розташована не у центрі кола, яким рухається Сонце[3].
- Удосконалив Каліппів цикл створивши точніший — Гіппархів цикл.
- Запровадив географічні координати (широту і довготу)[2].

Вважають, що поява нової зорі, яка з'явилась на небосхилі 125 року до Різдва Христового, спонукала Гіппарха скласти каталог зір(с.-6).